# Chebba
Chebba (arabisch الشابة, DMG aš-Šābba, auch La Chebba, Ash Shabbah, aš-Šābbah, Sheba) ist eine tunesische Kleinstadt im Gouvernement Mahdia in Nordafrika, an der Küste des Mittelmeers. 
Sie liegt südlich von Mahdia und nordöstlich von Sfax.

## Geschichte
Der Ortsname Chebba rührt von einer drei Kilometer östlich gelegenen Landzunge her, welche in der Antike als Caput Vada (Landzunge über den Untiefen) bekannt war.
Der byzantinische General Belisar landete 533 dort an und fügte den Vandalen eine schwere Niederlage zu. Die Stadt Chebba wurde nach der Niederlage der Vandalen von Justinian I. um 534 unter dem Namen Justinianopolis gegründet.
Die Landzunge (Caput Vada) ist heute als Ras Kaboudia bekannt und ist auf den Ruinen der Küstenfestung bordj (: Küstenfestung), von Bordj Khadidja, welche auf byzantinischen Fundamenten errichtet wurde. Die Festung bewachte die Hafeneinfahrt und war Teil eines Verteidigungsringes gleicher Festungen, welche von den Abbasiden im 8. Jahrhundert an den Küsten Nordafrikas errichtet worden waren. Später wurde sie nach der Poetin in Khadija Ben Kalthoum des 11. Jahrhunderts umbenannt, welche in Chebba geboren wurde.

## Trivia
Chebba ist auch der Name zweier Songs; zum einen des algerischen Sängers Cheb Khaled aus dem Jahre 1993 und zum anderen vom österreichischen Musiker Hans Platzgumer aus dem Jahre 2002.